# Hogna simoni
Hogna simoni Roewer, 1959 è un ragno appartenente alla famiglia Lycosidae.

## Caratteristiche
I cheliceri sono di colore nero; la parte frontale è ricoperta da una peluria di colore bianco grigio.
L'olotipo maschile rinvenuto ha lunghezza totale è di 26mm; la lunghezza del cefalotorace è di 12mm; e quella dell'opistosoma è di 14mm.

## Distribuzione
La specie è stata reperita nelle seguenti località:
- 17 esemplari provengono dalla collezione di Simon al Museo zoologico di Parigi e provengono dalla Repubblica Democratica del Congo, reperiti in località imprecisate (specimen n.6906 e n.24399 denominati provvisoriamente Lycosa lindneri)[1].
- 2 esemplari conservati nelle collezioni zoologiche del Museo di Amburgo e dal Museo di Berlino provengono dal Camerun: il primo dai monti Bakossi, il secondo da una località non conosciuta.
- gli ultimi tre esemplari tuttora noti sono stati reperiti in Angola settentrionale: nei pressi della località di Landana, nell'enclave zairese meridionale della provincia di Cabinda.

## Tassonomia
Al 2017 non sono note sottospecie e dal 1959 non sono stati esaminati nuovi esemplari.